# Шер, Сергей Дмитриевич
Сергей Дмитриевич Шер (5 октября 1918, Москва — 11 августа 1990, Москва) — советский учёный-геолог, доктор геолого-минералогических наук, первооткрыватель золоторудных месторождений, заведующий лабораторией ЦНИГРИ.

## Биография
Родился 5 октября 1918 года в Москве.
В 1941 году окончил геологоразведочный факультет МГРИ в Москве.
Призван в июле 1941 года. Воевал всю Великую Отечественную войну. Демобилизован в ноябре 1945 года начальником штаба батальона инженерно-саперных войск в звании капитана.
С 1941 и с 1945 годов работал в экспедициях Центрального научно-исследовательского геологоразведочного института цветных и благородных металлов (НИГРИЗолото / ЦНИГРИ)
Младший научный сотрудник, старший научный сотрудник и заведующий лабораторией ЦНИГРИ.
Кандидат геолого-минералогических наук (1954), доктор геолого-минералогических наук (1977), профессор.
Область научных интересов — металлогения, геология золоторудных месторождений.
Скончался 11 августа 1990 года в Москве

## Награды и премии
- 1944 — Орден Красной Звезды
- 1944 — Орден Отечественной войны II ст.
- 1945 — Медаль «За победу над Германией в Великой Отечественной войне 1941-1945 гг.»